# Kolomnainsel (Sankt Petersburg)
Die Kolomnainsel (russisch Коломенский остров Kolomenski ostrow, wiss. Transliteration Kolomenskij ostrov) ist eine bewohnte Flussinsel in der russischen Stadt Sankt Petersburg. Die Insel befindet sich im Stadtbezirk Admiralteiski. Sie wird im Norden durch den Fluss Moika, im Süden durch den Gribojedow-Kanal und den Fluss Fontanka, im Westen von den Flüssen Newa und Prjaschka sowie im Osten durch den Krjukowkanal umflossen.
Die Insel ist mit vier Brücken über den Krjukowkanal mit der Kasaninsel verbunden, die Chrapowizkibrücke führt über die Moika zur 2. Admiralitätsinsel, fünf Brücken führen über den Gribojedow-Kanal zur Mariä-Schutz-Insel, vier Brücken wurden zur Matissowinsel geschlagen und eine Brücke führt südwärts über die Fontanka.
Auf der Insel befindet sich als Sehenswürdigkeit die Große Choral-Synagoge sowie die römisch-katholische St.-Stanislav-Kirche.

## Entstehungsgeschichte
Das historische Zentrum von Sankt Petersburg liegt zwischen den Flüssen Newa und Fontanka. In diesem Gebiet lagen vor der Stadtgründung im Jahr 1703 ursprünglich zwei Inseln. Die Insel zwischen Newa und Moika ist auf schwedischen Karten von 1676 und 1682 mit dem Namen Usadisa (auch finnisch: Usadissa-saari) bezeichnet. Die Insel zwischen der Moika und der Fontanka nannten die Schweden Peryka-Saari (dt. Perkay-Insel).
Die künstliche Insel entstand im 18. Jahrhundert, als die ursprüngliche Peryka-Insel durch den Bau des Gribojedow-Kanals und des Krjukowkanals in die drei Inseln Kolomnainsel, Kasaninsel und Erlöserinsel aufgeteilt wurde.
Der Inselname leitet sich vom historischen Stadtteil „Kolomna“ zu Zeiten des Russischen Kaiserreichs ab.